# گلدی هان
گُلدی جین هاون (انگلیسی: Goldie Hawn؛ زادهٔ ۲۱ نوامبر ۱۹۴۵) هنرپیشه، تهیه‌کننده، کارگردان، خواننده و موسیقی‌دان اهل ایالات متحده آمریکا است.

## زندگی‌نامه
گُلدی هان با نام کامل گلدی جین هان در واشینگتن دی‌سی زاده شد. او دختر لورا استینهوف، یک مالک مدرسه رقص و جواهرفروشی و «ادوارد روتلج»، آهنگساز یک گروه موسیقی که نقش مهمی در رخدادهای هنری واشینگتن دارد، است. او یادگیری رقص را از سه سالگی آغاز کرد و خیلی زود توانایی‌هایش را به نمایش گذاشت.
در سال ۱۹۶۱ با ایفای نقش ژولیت در تئاتر ویرجینیا، بازی در تئاتر را آغاز کرد.

## حرفه
وی از سال ۱۹۶۷ میلادی تاکنون مشغول فعالیت بوده‌است. گلدی، بازیگری حرفه‌ای را در برنامه کمدی تلویزیونی «صبح به خیر دنیا» در سال‌های ۱۹۶۸-۱۹۶۷ شروع کرد.
او در سال ۱۹۷۰، به خاطر بازی در فیلم گل کاکتوس، جایزه‌های اسکار و گلدن گلوب را برای بهترین بازیگر نقش مکمل زن به دست آورد.
عمده شهرت او به خاطر بازی در فیلم‌های کمدی عامه‌پسند در دهه‌های ۱۹۷۰، ۱۹۸۰ و ۱۹۹۰ است.

## فیلمشناسی

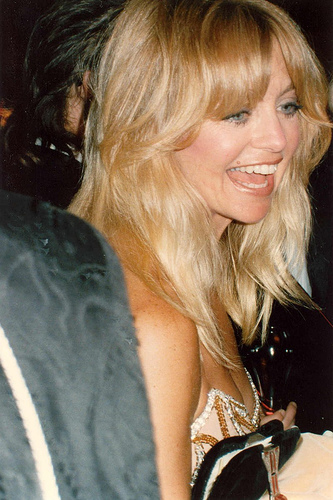
گلدی هان در مراسم شصت و یکمین جشنواره اسکار در سال ۱۹۸۹

| سال  | نام فیلم                     | عنوان اصلی                                      |
| ---- | ---------------------------- | ----------------------------------------------- |
| ۱۹۶۸ | گروه خانواده یک و تنها، اصلی | The One and Only, Genuine, Original Family Band |
| ۱۹۶۹ | گل کاکتوس                    | Cactus Flower                                   |
| ۱۹۷۰ | دختری در سوپ من              | There's a Girl in My Soup                       |
| ۱۹۷۱ | دلار                         | Dollars                                         |
| ۱۹۷۲ | پروانه‌ها آزادند              | Butterflies Are Free                            |
| ۱۹۷۴ | شوگرلند اکسپرس               | The Sugarland Express                           |
| ۱۹۷۴ | دختری از پترووکا             | The Girl from Petrovka                          |
| ۱۹۷۵ | شامپو                        | Shampoo                                         |
| ۱۹۷۶ | دوشس و قمارباز               | The Duchess and the Dirtwater Fox               |
| ۱۹۷۸ | حقه بازی                     | Foul Play                                       |
| ۱۹۷۹ | عاشقان و دروغگوها            | Lovers and Liars                                |
| ۱۹۸۰ | سرباز بنجامین                | Private Benjamin                                |
| ۱۹۸۰ | مثل روزهای قدیمی             | Seems Like Old Times                            |
| ۱۹۸۲ | بهترین دوستان                | Best Friends                                    |
| ۱۹۸۴ | شیفت بعدازظهر                | Swing Shift                                     |
| ۱۹۸۴ | پروتکل                       | Protocol                                        |
| ۱۹۸۶ | گربه‌های وحشی                 | Wildcats                                        |
| ۱۹۸۷ | بر فراز دریا                 | Overboard                                       |
| ۱۹۹۰ | پرنده‌ای روی سیم              | Bird on a Wire                                  |
| ۱۹۹۱ | گول خورده                    | Deceived                                        |
| ۱۹۹۲ | کریس کراس                    | Deceived                                        |
| ۱۹۹۲ | خانه‌نشین                     | HouseSitter                                     |
| ۱۹۹۲ | مرگ درخور اوست               | Death Becomes Her                               |
| ۱۹۹۶ | باشگاه همسران اول            | The First Wives Club                            |
| ۱۹۹۶ | همه می‌گویند دوستت دارم       | Everyone Says I Love You                        |
| ۱۹۹۹ | غریبه‌ها در شهر               | The Out-of-Towners                              |
| ۲۰۰۱ | شهر و کشور                   | Town & Country                                  |
| ۲۰۰۲ | خواهران بنگر                 | The Banger Sisters                              |
| ۲۰۱۲ | هات فلش هاواک                | Hot Flash Havoc                                 |
| ۲۰۱۷ | ربوده‌شده                     | Snatched                                        |
| ۲۰۱۷ | اس‌پی‌اف‌-۱۸                    | SPF-18                                          |
| ۲۰۱۸ | ماجراهای کریسمس              | The Christmas Chronicles                        |
| ۲۰۲۰ | ماجراهای کریسمس ۲            | The Christmas Chronicles 2                      |